# Luciano Lucignani
Luciano Lucignani (* 11. Januar 1922 in Rom; † 11. Oktober 2008 ebenda, Italien) war ein italienischer Theater- und Filmregisseur sowie Drehbuchautor.

## Leben
Lucignani diplomierte im Fach Regie an der Accademia d’Arte Drammatica Silvio D’Amico im Jahr 1948 und widmete sich vor allem der Theaterarbeit, wo er mit John Fords Schade dass sie eine Hure ist (mit Raoul Grassilli und Giorgio Albertazzi in den Hauptrollen) gleich 1949 eine vielbeachtete Inszenierung vorlegte. Viele weitere Bühnenerfolge konnte er mit den Jahren verbuchen, darunter Bertolt Brechts Mutter Courage, La Mandragola von Niccolò Machiavelli, Aischylos’ Orestie oder Un amore a Roma von Ercole Patti.
Von 1946 an war Lucignani zehn Jahre lang als Filmkritiker bei L’unità beschäftigt; daneben gab er Schauspielkurse am C.S.C. und der Accademia d’Arte. Zwischen 1956 und 1977 schrieb Lucignani sechs Drehbücher für Filme und war bei vier Gelegenheiten als Regisseur tätig, immer in Zusammenarbeit mit Kollegen. Darunter ist der interessante L’alibi aus dem Jahr 1968, den er zusammen mit seinen langjährigen Weggefährten Vittorio Gassman und Adolfo Celi inszenierte und einen autobiografischen, satirischen Blick auf die eigenen Karrieren wirft. Zahlreiche Beiträge fertigte Lucignani für Kulturprogramme der RAI.

## Filmografie (Auswahl)
- 1962: Erotica (L’amore difficile) (eine Episode)
- 1966: Ergötzliche Nächte (Le piacevoli notti) (Ko-Regie und Drehbuch)
- 1968: L’alibi
- 1969: Zwölf plus eins (Una su 13) (Ko-Regie)

### Drehbuch
- 1977: Una spirale di nebbia